# Список кристаллографических групп

Кристаллографические группы, или фёдоровские группы — набор групп симметрий, которые описывают все возможные симметрии бесконечного количества периодически расположенных точек в трёхмерном пространстве.
Эта классификация симметрий была сделана независимо и почти одновременно русским математиком Фёдоровым и немецким математиком Шёнфлисом. Полученные сведения играют большую роль в кристаллографии.

## Легенда к списку

### Символ Германа — Могена
Символ пространственной группы содержит символ решётки Браве (заглавную букву P, A, B, C, I, R или F) и международный символ точечной группы. При этом символы осей и плоскостей симметрии в символе могут изменяться на символы винтовых осей и скользящих плоскостей в соответствии с их наличием в данном конкретном кристаллическом пространстве. Символы решётки Браве передают её тип центрировки:
- P — примитивная;
- I — объёмноцентрированная (дополнительный узел в центре ячейки);
- F — гранецентрированная (дополнительные узлы в центрах всех граней).
- С, А или В — базоцентрированная (дополнительный узел в центре грани C, A или B). Решётки типов A и B называют также бокоцентрированными;
- R — дважды объёмноцентрированная (два дополнительных узла на большой диагонали ячейки).

#### Классы
Для обозначения кристаллографических классов (точечных групп) приняты следующие обозначения (здесь буква n заменяет натуральное число, а буква m обозначает именно саму букву m):
- {\displaystyle n} — ось симметрии n-го порядка.
- {\displaystyle {\bar {n}}} — инверсионная ось симметрии n-го порядка.
- {\displaystyle m} — плоскость симметрии.
- {\displaystyle nm} или {\displaystyle nmm} — ось симметрии n-го порядка и n плоскостей симметрии, проходящих вдоль неё.
- {\displaystyle {\frac {n}{m}}} — ось симметрии порядка n и плоскость симметрии, к ней перпендикулярная.
- {\displaystyle n2} — ось симметрии порядка n и n осей второго порядка, к ней перпендикулярных.
- {\displaystyle n/mmm} — ось симметрии n-го порядка и плоскости параллельные и перпендикулярные к ней.
- {\displaystyle {\bar {n}}m2} или {\displaystyle {\bar {n}}2m} (n — чётное) — инверсионная ось симметрии n-го порядка, {\displaystyle {\tfrac {n}{2}}} плоскостей симметрии, проходящих вдоль неё, и {\displaystyle {\tfrac {n}{2}}} осей второго порядка, к ней перпендикулярных.
- {\displaystyle {\bar {n}}m} (n — нечётное) — инверсионная ось симметрии n-го порядка, n плоскостей симметрии, проходящих вдоль неё, и n осей второго порядка, к ней перпендикулярных.

### Символ Шёнфлиса
- Сn — циклические группы — группы с единственным особым направлением, представленным поворотной осью симметрии, — обозначаются буквой С, с нижним цифровым индексом n, соответствующим порядку этой оси.

- Сni — группы с единственной инверсионной осью симметрии сопровождаются нижним индексом i.
- Cnv (от нем. vertikal — вертикальный) — также имеет плоскость симметрии, расположенную вдоль единственной или главной оси симметрии, которая всегда мыслится вертикальной.
- Cnh (от нем. horizontal — горизонтальный) — также имеет плоскость симметрии, перпендикулярную к главной оси симметрии.

- S2, S4, S6 (от нем. spiegel — зеркало) — группы с единственной зеркальной осью симметрии.

- Cs — для плоскости неопределённой ориентации, то есть не фиксированной ввиду отсутствия в группе иных элементов симметрии.

- Dn — является группой Сn с добавочными n осями симметрии второго порядка, перпендикулярными исходной оси.

- Dnh — также имеет горизонтальную плоскость симметрии.
- Dnd (от нем. diagonal — диагональный) — также имеет вертикальные диагональные плоскости симметрии, которые идут между осями симметрии второго порядка.

- O, T — группы симметрии с несколькими осями высшего порядка — группы кубической сингонии. Обозначаются буквой О в случае, если они содержат полный набор осей симметрии октаэдра, или буквой Т, если они содержат полный набор осей симметрии тетраэдра.

- Oh и Th — также содержат горизонтальную плоскость симметрии
- Td — также содержат диагональную плоскость симметрии

n может равняться 1, 2, 3, 4, 6.

## Список всех 230 групп
| Номер                  | Класс                        | Число групп | Символ Германа-Могена | Символ Шёнфлиса        | Изображение                                                                 |
| ---------------------- | ---------------------------- | ----------- | --- | ---------------------- | --------------------------------------------------------------------------- |
| Триклинная система     |                              |             | |                        |                                                                             |
| 1                      | {\displaystyle 1}            | 1           | {\displaystyle P1} | {\displaystyle C_{1}}  |                                                                             |
| 2                      | {\displaystyle {\bar {1}}}   | 1           | {\displaystyle P{\bar {1}}} | {\displaystyle C_{i}}  |                                                                             |
| Моноклинная система    |                              |             | |                        |                                                                             |
| 3-5                    | {\displaystyle 2}            | 3           | {\displaystyle P2} {\displaystyle P2_{1}} {\displaystyle C2} | {\displaystyle C_{2}}  | Внешне человек обладает {\displaystyle C_{s}} симметрией.                   |
| 6-9                    | {\displaystyle m}            | 4           | {\displaystyle Pm} {\displaystyle Pc} {\displaystyle Cm} {\displaystyle Cc} | {\displaystyle C_{s}}  | Внешне человек обладает {\displaystyle C_{s}} симметрией.                   |
| 10-15                  | {\displaystyle 2/m}          | 6           | {\displaystyle P2/m} {\displaystyle P2_{1}/m} {\displaystyle C2/m} {\displaystyle P2/c} {\displaystyle P2_{1}/c} {\displaystyle C2/c} | {\displaystyle C_{2h}} | Внешне человек обладает {\displaystyle C_{s}} симметрией.                   |
| Ромбическая система    |                              |             | |                        |                                                                             |
| 16-24                  | {\displaystyle 222}          | 9           | {\displaystyle P222} {\displaystyle P222_{1}} {\displaystyle P2_{1}2_{1}2} {\displaystyle P2_{1}2_{1}2_{1}} {\displaystyle C222_{1}} {\displaystyle C222} {\displaystyle F222} {\displaystyle I222} {\displaystyle I2_{1}2_{1}2_{1}} | {\displaystyle D_{2}}  | Рельсы обладают {\displaystyle C_{2v}} симметрией.                          |
| 25 - 46                | {\displaystyle mm2}          | 22          | {\displaystyle Pmm2} {\displaystyle Pmc2_{1}} {\displaystyle Pcc2} {\displaystyle Pma2} {\displaystyle Pca2_{1}} {\displaystyle Pnc2} {\displaystyle Pmn2_{1}} {\displaystyle Pba2} {\displaystyle Pna2_{1}} {\displaystyle Pnn2} {\displaystyle Cmm2} {\displaystyle Cmc2_{1}} {\displaystyle Ccc2} {\displaystyle Amm2} {\displaystyle Aem2} {\displaystyle Ama2} {\displaystyle Aea2} {\displaystyle Fmm2} {\displaystyle Fdd2} {\displaystyle Imm2} {\displaystyle Iba2} {\displaystyle Ima2} | {\displaystyle C_{2v}} | Рельсы обладают {\displaystyle C_{2v}} симметрией.                          |
| 47-74                  | {\displaystyle mmm}          | 28          | {\displaystyle Pmmm} {\displaystyle Pnnn} {\displaystyle Pccm} {\displaystyle Pban} {\displaystyle Pmma} {\displaystyle Pnna} {\displaystyle Pmna} {\displaystyle Pcca} {\displaystyle Pbam} {\displaystyle Pccn} {\displaystyle Pbcm} {\displaystyle Pnnm} {\displaystyle Pmmn} {\displaystyle Pbcn} {\displaystyle Pbca} {\displaystyle Pnma} {\displaystyle Cmcm} {\displaystyle Cmce} {\displaystyle Cmmm} {\displaystyle Cccm} {\displaystyle Cmme} {\displaystyle Ccce} {\displaystyle Fmmm} {\displaystyle Fddd} {\displaystyle Immm} {\displaystyle Ibam} {\displaystyle Ibca} {\displaystyle Imma} | {\displaystyle D_{2h}} | Рельсы обладают {\displaystyle C_{2v}} симметрией.                          |
| Тетрагональная система |                              |             | |                        |                                                                             |
| 75-80                  | {\displaystyle 4}            | 6           | {\displaystyle P4} {\displaystyle P4_{1}} {\displaystyle P4_{2}} {\displaystyle P4_{3}} {\displaystyle I4} {\displaystyle I4_{1}} | {\displaystyle C_{4}}  | {\displaystyle C_{4}} Симметрия.                                            |
| 81-82                  | {\displaystyle {\bar {4}}}   | 2           | {\displaystyle P{\bar {4}}} {\displaystyle I{\bar {4}}} | {\displaystyle S_{4}}  | {\displaystyle C_{4}} Симметрия.                                            |
| 83-88                  | {\displaystyle 4/m}          | 6           | {\displaystyle P4/m} {\displaystyle P4_{2}/m} {\displaystyle P4/n} {\displaystyle P4_{2}/n} {\displaystyle I4/m} {\displaystyle I4_{1}/a} | {\displaystyle C_{4h}} | {\displaystyle C_{4}} Симметрия.                                            |
| 89-98                  | {\displaystyle 422}          | 10          | {\displaystyle P422} {\displaystyle P42_{1}2} {\displaystyle P4_{1}22} {\displaystyle P4_{1}2_{1}2} {\displaystyle P4_{2}22} {\displaystyle P4_{2}2_{1}2} {\displaystyle P4_{3}22} {\displaystyle P4_{3}2_{1}2} {\displaystyle I422} {\displaystyle I4_{1}22} | {\displaystyle D_{4}}  |                                                                             |
| 99-110                 | {\displaystyle 4mm}          | 12          | {\displaystyle P4mm} {\displaystyle P4bm} {\displaystyle P4_{2}cm} {\displaystyle P4_{2}nm} {\displaystyle P4cc} {\displaystyle P4nc} {\displaystyle P4_{2}mc} {\displaystyle P4_{2}bc} {\displaystyle I4mm} {\displaystyle I4cm} {\displaystyle I4_{1}md} {\displaystyle I4_{1}cd} | {\displaystyle C_{4v}} |                                                                             |
| 111-122                | {\displaystyle {\bar {4}}2m} | 12          | {\displaystyle P{\bar {4}}2m} {\displaystyle P{\bar {4}}2c} {\displaystyle P{\bar {4}}2_{1}m} {\displaystyle P{\bar {4}}2_{1}c} {\displaystyle P{\bar {4}}m2} {\displaystyle P{\bar {4}}c2} {\displaystyle P{\bar {4}}b2} {\displaystyle P{\bar {4}}n2} {\displaystyle I{\bar {4}}m2} {\displaystyle I{\bar {4}}c2} {\displaystyle I{\bar {4}}2m} {\displaystyle I{\bar {4}}2d} | {\displaystyle D_{2d}} |                                                                             |
| 123-142                | {\displaystyle 4/mmm}        | 20          | {\displaystyle P4/mmm} {\displaystyle P4/mcc} {\displaystyle P4/nbm} {\displaystyle P4/nnc} {\displaystyle P4/mbm} {\displaystyle P4/mnc} {\displaystyle P4/nmm} {\displaystyle P4/ncc} {\displaystyle P4_{2}/mmc} {\displaystyle P4_{2}/mcm} {\displaystyle P4_{2}/nbc} {\displaystyle P4_{2}/nnm} {\displaystyle P4_{2}/mbc} {\displaystyle P4_{2}/mnm} {\displaystyle P4_{2}/nmc} {\displaystyle P4_{2}/ncm} {\displaystyle I4/mmm} {\displaystyle I4/mcm} {\displaystyle I4_{1}/amd} {\displaystyle I4_{1}/acd}                                                                                         | {\displaystyle D_{4h}} | Кристаллическая решётка циркона имеет {\displaystyle I4_{1}/amd} симметрию. |
| Тригональная система   |                              |             | |                        |                                                                             |
| 143-146                | {\displaystyle 3}            | 4           | {\displaystyle P3} {\displaystyle P3_{1}} {\displaystyle P3_{2}} {\displaystyle R3} | {\displaystyle C_{3}}  | Молекула боразана обладает {\displaystyle C_{3v}} симметрией.               |
| 147-148                | {\displaystyle {\bar {3}}}   | 2           | {\displaystyle P{\bar {3}}} {\displaystyle R{\bar {3}}} | {\displaystyle C_{3i}} | Молекула боразана обладает {\displaystyle C_{3v}} симметрией.               |
| 149-155                | {\displaystyle 32}           | 7           | {\displaystyle P312} {\displaystyle P321} {\displaystyle P3_{1}12} {\displaystyle P3_{1}21} {\displaystyle P3_{2}12} {\displaystyle P3_{2}21} {\displaystyle R32} | {\displaystyle D_{3}}  | Молекула боразана обладает {\displaystyle C_{3v}} симметрией.               |
| 156-161                | {\displaystyle 3m}           | 6           | {\displaystyle P3m1} {\displaystyle P31m} {\displaystyle P3c1} {\displaystyle P31c} {\displaystyle R3m} {\displaystyle R3c} | {\displaystyle C_{3v}} | Молекула боразана обладает {\displaystyle C_{3v}} симметрией.               |
| 162-167                | {\displaystyle {\bar {3}}m}  | 6           | {\displaystyle P{\bar {3}}1m} {\displaystyle P{\bar {3}}1c} {\displaystyle P{\bar {3}}m1} {\displaystyle P{\bar {3}}c1} {\displaystyle R{\bar {3}}m} {\displaystyle R{\bar {3}}c} | {\displaystyle D_{3d}} | Молекула боразана обладает {\displaystyle C_{3v}} симметрией.               |
| Гексагональная система |                              |             | |                        |                                                                             |
| 168-173                | {\displaystyle 6}            | 6           | {\displaystyle P6} {\displaystyle P6_{1}} {\displaystyle P6_{5}} {\displaystyle P6_{2}} {\displaystyle P6_{4}} {\displaystyle P6_{3}} | {\displaystyle C_{6}}  | Пчелиные соты обладают {\displaystyle C_{6h}} симметрией.                   |
| 174                    | {\displaystyle {\bar {6}}}   | 1           | {\displaystyle P{\bar {6}}} | {\displaystyle C_{3h}} | Пчелиные соты обладают {\displaystyle C_{6h}} симметрией.                   |
| 175-176                | {\displaystyle 6/m}          | 2           | {\displaystyle P6/m} {\displaystyle P6_{3}/m} | {\displaystyle C_{6h}} | Пчелиные соты обладают {\displaystyle C_{6h}} симметрией.                   |
| 177-182                | {\displaystyle 622}          | 6           | {\displaystyle P622} {\displaystyle P6_{1}22} {\displaystyle P6_{5}22} {\displaystyle P6_{2}22} {\displaystyle P6_{4}22} {\displaystyle P6_{3}22} | {\displaystyle D_{6}}  | Нанотрубка может обладать {\displaystyle D_{6h}} симметрией.                |
| 183-186                | {\displaystyle 6mm}          | 4           | {\displaystyle P6mm} {\displaystyle P6cc} {\displaystyle P6_{3}cm} {\displaystyle P6_{3}mc} | {\displaystyle C_{6v}} | Нанотрубка может обладать {\displaystyle D_{6h}} симметрией.                |
| 187-190                | {\displaystyle {\bar {6}}m2} | 4           | {\displaystyle P{\bar {6}}m2} {\displaystyle P{\bar {6}}c2} {\displaystyle P{\bar {6}}2m} {\displaystyle P{\bar {6}}2c} | {\displaystyle D_{3h}} | Нанотрубка может обладать {\displaystyle D_{6h}} симметрией.                |
| 191-194                | {\displaystyle 6/mmm}        | 4           | {\displaystyle P6/mmm} {\displaystyle P6/mcc} {\displaystyle P6_{3}/mcm} {\displaystyle P6_{3}/mmc} | {\displaystyle D_{6h}} | Нанотрубка может обладать {\displaystyle D_{6h}} симметрией.                |
| Кубическая система     |                              |             | |                        |                                                                             |
| 195-199                | {\displaystyle 23}           | 5           | {\displaystyle P23} {\displaystyle F23} {\displaystyle I23} {\displaystyle P2_{1}3} {\displaystyle I2_{1}3} | {\displaystyle T}      | Структура алмаза имеет {\displaystyle Fd{\bar {3}}m} симметрию.             |
| 200-206                | {\displaystyle m{\bar {3}}}  | 7           | {\displaystyle Pm{\bar {3}}} {\displaystyle Pn{\bar {3}}} {\displaystyle Fm{\bar {3}}} {\displaystyle Fd{\bar {3}}} {\displaystyle Im{\bar {3}}} {\displaystyle Pa{\bar {3}}} {\displaystyle Ia{\bar {3}}} | {\displaystyle T_{h}}  | Структура алмаза имеет {\displaystyle Fd{\bar {3}}m} симметрию.             |
| 207-214                | {\displaystyle 432}          | 8           | {\displaystyle P432} {\displaystyle P4_{2}32} {\displaystyle F432} {\displaystyle F4_{1}32} {\displaystyle I432} {\displaystyle P4_{3}32} {\displaystyle P4_{1}32} {\displaystyle I4_{1}32} | {\displaystyle O}      | Структура алмаза имеет {\displaystyle Fd{\bar {3}}m} симметрию.             |
| 215-220                | {\displaystyle {\bar {4}}3m} | 6           | {\displaystyle P{\bar {4}}3m} {\displaystyle F{\bar {4}}3m} {\displaystyle I{\bar {4}}3m} {\displaystyle P{\bar {4}}3n} {\displaystyle F{\bar {4}}3c} {\displaystyle I{\bar {4}}3d} | {\displaystyle T_{d}}  | Структура алмаза имеет {\displaystyle Fd{\bar {3}}m} симметрию.             |
| 221-230                | {\displaystyle m{\bar {3}}m} | 10          | {\displaystyle Pm{\bar {3}}m} {\displaystyle Pn{\bar {3}}n} {\displaystyle Pm{\bar {3}}n} {\displaystyle Pn{\bar {3}}m} {\displaystyle Fm{\bar {3}}m} {\displaystyle Fm{\bar {3}}c} {\displaystyle Fd{\bar {3}}m} {\displaystyle Fd{\bar {3}}c} {\displaystyle Im{\bar {3}}m} {\displaystyle Ia{\bar {3}}d} | {\displaystyle O_{h}}  | Структура алмаза имеет {\displaystyle Fd{\bar {3}}m} симметрию.             |

## В других размерностях
У периодических структур в одномерном пространстве есть всего два типа симметрии. Они могут быть проиллюстрированы последовательностями символов:
```
... *- *- *- *- *- *- *- ...
... |^_^|^_^|^_^|^_^|^_^|^_^| .. 
```

Первая бесконечная последовательность симметрична только относительно трансляции (на три символа), вторая последовательность симметрична ещё и относительно отражения.
В двумерном пространстве существует 17 типов симметрии периодических структур.
Количество групп симметрий произвольного n-мерного пространства описывается последовательностью A006227.

## Последующая классификация
Группы можно разделить на симморфные и несимморфные. Симморфными называются такие симметрии, которые можно составить путём поворота вокруг осей, а также отражения от плоскостей, которые все проходят через одну точку. Симморфные пространственные группы содержат в качестве подгрупп точечные группы симметрии, отвечающие классу, к которому принадлежит данная пространственная группа.
Все 230 групп можно разделить на 32 класса. В каждом классе есть симметрия, оставляющая хотя бы одну точку пространства неподвижной. Количество элементов в классах колеблется от 1 до 28.
Классы можно разделить на системы (сингонии). Есть 7 сингоний. В каждой сингонии найдётся хотя бы одна предельная группа.